# Port lotniczy Santa Rosa de Copan
Port lotniczy Santa Rosa de Copan (IATA: SDH, ICAO: MHSR) – krajowy port lotniczy zlokalizowany w honduraskim mieście Santa Rosa de Copán.